# Ріп'янська сільська рада (Калуський район)
| Ріп'янська сільська рада — орган місцевого самоврядування у Калуському районі Івано-Франківської області з адміністративним центром у с. Ріп'янка. Водоймища на території, підпорядкованій даній раді: річка Луква. Сільській раді підпорядковані населені пункти: - с. Ріп'янка - с. Мислів - с. Яворівка |

## Склад ради
Рада складається з 16 депутатів та голови.

### Керівний склад ради
| ПІБ                           | Основні відомості                                                                             | Дата обрання | Дата звільнення |
| ----------------------------- | --------------------------------------------------------------------------------------------- | ------------ | --------------- |
| Андрусів Володимир Васильович | Сільський голова, 1947 року народження, освіта, член Конгресу Українських Націоналістів       | 26.03.2006   | 31.10.2010      |
| Іаськів Микола Михайлович     | Сільський голова, 1969 року народження, освіта, член Всеукраїнського об'єднання «Батьківщина» | 31.10.2010   |                 |

Примітка: таблиця складена за даними джерела